# Francis Grignon
 (janvier 2024).
Pour les articles homonymes, voir Grignon.
Francis Grignon est un homme politique français, né le 3 janvier 1944.

## Biographie
Ingénieur de profession, formé à l'ENSAIS à Strasbourg, il est sénateur du Bas-Rhin le 24 septembre 1995, réélu le 26 septembre 2004 et le 20 février 2005. Son mandat est resté vacant du 27 novembre 2004 au 19 février 2005, à la suite d'une annulation du scrutin. Il est membre de l'UMP. Il est l'auteur du rapport Délocalisations : pour un néo-colbertisme européen, rapport d'information du Sénat Français no 374 (2003-2004) fait au nom de la commission des affaires économiques, déposé le 23 juin 2004 ; ce rapport traite des délocalisations et des solutions que peut y apporter l'Union européenne.
Le 7 avril 2009, il est nommé président du comité de réflexion sur l'ouverture à la concurrence des TER.

## Détail des mandats et fonctions
- Maire de Nordhouse (1977-2001)
- Conseiller général du Bas-Rhin (1988-2014)
- Président de la communauté de communes du pays d'Erstein (1989-2001)
- Sénateur du Bas-Rhin (1995-2004 ; 2005-2014)
- Président de l'Adira (Organisme d'expansion économique du Bas Rhin)[2] (1998-2013)[3]